# محمود عماد
محمود عماد (1385-1309هـ الموافق 1965-1891م) شاعر عربي من مصر، وأحد أعضاء مدرسة أبولو، وُلد في قرية ميت الخولي عبد الله، في محافظة الدقهلية، شرقي دلتا مصر، زار عددًا من الدول العربية، وتُوفي في القاهرة.

## التعليم
تلقى معارفه الأولية في كُتّاب القرية، وفي عام 1902 انتقل إلى القاهرة ليلتحق بمدرسة الشيخ صالح أبو حديد في حي الحنفي بالقاهرة، محرزًا الشهادة الابتدائية عام 1907، التحق بعد ذلك بإحدى المدارس الثانوية الأهلية وبقي بها مدة ثلاث سنوات انقطع بعدها عن المدرسة بسبب ظروفه المعيشية، غير أن رغبته في استكمال دراسته دفعته إلى تثقيف نفسه فعكف على مطالعة الكتب، إلى جانب التحاقه بالقسم المسائي في الجامعة المصرية طالبًا مستمعًا.

## العمل
عُيّن كاتبًا حسابيًا بديوان وزارة الأوقاف في القاهرة عام 1909، وظل يتدرج في سلك الوظائف الحسابية طوال اثنين وأربعين عامًا: من موظف صغير في قلم الحسابات، إلى رئيس أقلام الأوقاف الأهلية، إلى سكرتير الوزير، إلى وكيل مراقبة حسابات الوزارة، ثم مدير مراجعة إيرادات ومصروفات وزارة الأوقاف حتى إحالته إلى التقاعد عام 1952. كان عضوًا في جماعة أبولو، إلى جانب عضويته للجنة الشعر بالمجلس الأعلى لرعاية الفنون والآداب والعلوم الاجتماعية. مثل مصر في العديد من مهرجانات الشعر التي كان أهمها مهرجان دمشق الشعري الأول الذي أقامته الجمهورية العربية المتحدة إبان دولة الوحدة (المصرية السورية، 1958 - 1961).

## أعماله

### الدواوين الشعرية
له ثلاثة دواوين، وقصة، ومقالات:
1. «ديوان عماد» - مطبعة شبرا الفنية - القاهرة - الطبعة الأولى - الجزء الأول 1949 (تقديم عباس محمود العقاد).
2. «ديوان عماد» الجزء الثاني - مطبعة الاعتماد - الطبعة الأولى - القاهرة 1961.
3. «عود على بدء» - (صدر بعد وفاته) دار الكاتب العربي للطباعة والنشر - الطبعة الأولى - القاهرة 1967.
4. له قصة شعرية تاريخية تحت عنوان «كليوباترة ومارك أنطونيوس» - صدرت عام 1961 (قدم لها صادق عنبر).
5. نشرت له جريدة البلاغ عددًا من المقالات منها: «حرية الفكر» - 1924 و «مطالعات في الكتب والحياة» - 1928. إضافة إلى عدد من المراجعات والتقديمات لعدد من الدواوين والكتب.[4][5]